# Srednje Trušnje
Srednje Trušnje (nemško Mittertrixen) je naselje v Občini Velikovec v Okraju Velikovec na Koroškem v Avstriji.